# Desaparición de Nicola Bulley
Nicola Jane Bulley fue una mujer británica quien desapareció en St Michael's on Wyre en Lancashire, Reino Unido, el 27 de enero de 2023. Después de una larga operación de búsqueda, atrayendo atención importante de los medios de comunicación nacionales, su cuerpo se localizó tres semanas más tarde en la ribera del río Wyre, apenas dos kilómetros del sitio donde se la vio por última vez. 
La policía de Lancashire había declarado que no había evidencia de actividad sospechosa o de la participación de terceros en la desaparición, y su principal hipótesis de trabajo era que Bulley cayó accidentalmente al río Wyre. Su cuerpo se encontró el 19 de febrero de 2023, entre los juncos al lado del río, apenas a dos kilómetros río abajo del pueblo donde desapareció.
La policía fue criticada por su manejo del caso, incluida la divulgación de detalles privados sobre la salud de Bulley, así como también los usuarios de redes sociales, por viajar al área de búsqueda a "jugar a los detectives" como describió la policía. 
El 27 de junio la investigación informó que la causa de muerte fue un ahogamiento accidental.

## Antecedentes
Nicola Jane Bulley nació en Essex el 12 de octubre de 1977, y se mudó a Lancashire a finales de la década de 1990. Tenía dos hijas con su pareja de 44 años, y la familia era dueña de un springer spaniel marrón llamado Willow. Vivían en el pueblo de Inskip. Bulley trabajaba como asesora hipotecaria.

## Desaparición
El viernes 27 de enero de 2023, Bulley condujo desde su casa hasta el pueblo cercano de St Michael's en Wyre donde, luego de dejar a sus hijas en la escuela aproximadamente a las 08:40 GMT, se dirigió a caminar con su perro junto al río Wyre.
A las 08:53, Bulley envió un correo electrónico a su empleador. A las 08:57 envió un mensaje de texto a una amiga para organizar una cita de juegos para sus hijos esa semana. Luego se unió a una llamada de Microsoft Teams a las 09:01, manteniendo la cámara y el micrófono de su teléfono desconectados.
Fue vista por última vez a las 09:10 aproximadamente, en el campo superior caminando con Willow sin correa. A las 09:20, se creía que el teléfono de Bulley estaba cerca de un banco junto al río en el campo inferior. A las 09:30, la llamada de Microsoft Teams fue finalizada por su anfitrión.
A las 09:33, un transeúnte descubrió el teléfono móvil de Bulley, aún conectado a la llamada finalizada, en el banco. Willow fue encontrado solo cerca del banco y no mostraba signos de haber estado dentro del río. El arnés del perro fue encontrado en el suelo entre el banco y el río.

## Investigación

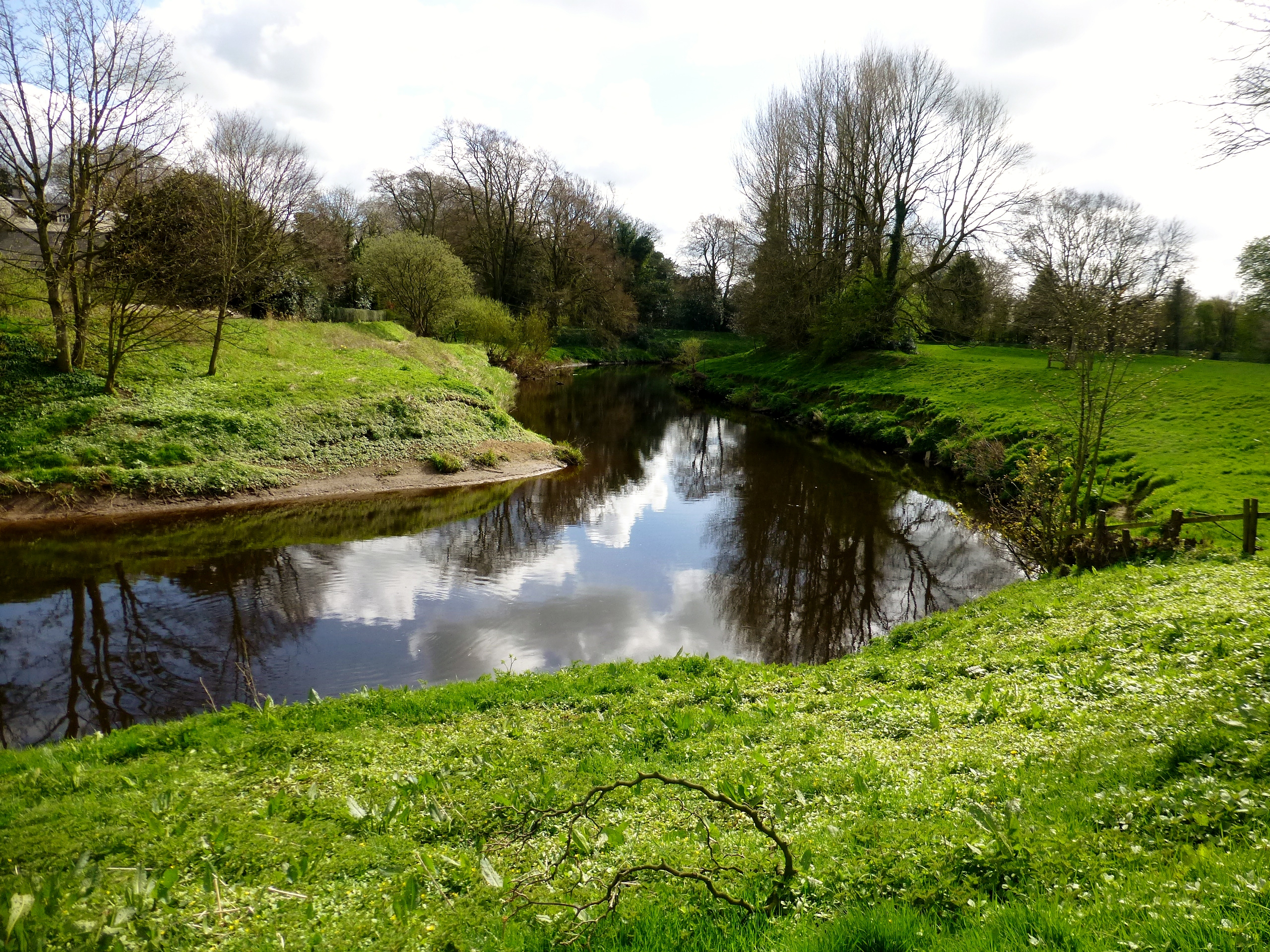
El río Wyre, río arriba de St. Michael's on Wyre, cerca de donde el perro y el teléfono de Bulley fueron encontrados.

Después del reporte de desaparición de Bulley, la policía de Lancashire inmediatamente calificó a Bulley como de "alto riesgo" debido a lo que describieron como "vulnerabilidades específicas". Más tarde se aclaró que estas vulnerabilidades eran "problemas significativos con el alcohol que fueron provocados por sus continuas luchas con la menopausia". La clasificación aumentó la prioridad y los recursos asignados a la investigación.
La búsqueda de Bulley se centró inicialmente en una mujer con un abrigo rojo vista por una cámara de circuito cerrado paseando a un perro cerca del lugar de la desaparición de Bulley. Más tarde fue identificada como una mujer de 68 años, quien confirmó no haber visto a Bulley. El 4 de febrero, la policía publicó una imagen de otra cámara de vigilancia de la zona, de una mujer con un cochecito que caminaba por el área en el momento de la desaparición de Bulley; fue posteriormente identificada y tratada como testigo.
Las búsquedas en el río y sus orillas desde St Michael's on Wyre hasta el mar no hallaron nada de interés. El 3 de febrero, la policía de Lancashire declaró creer que las circunstancias de la desaparición de Bulley no eran sospechosas, criminales, ni involucraban a un tercero. La especulación policial de que Bulley había caído al río Wyre fue recibida con críticas y escepticismo por muchas personas, incluidos la familia y los amigos de Bulley, quienes afirmaban que la especulación no estaba respaldada por pruebas. El superintendente de la policía de Lancashire reiteró que ésta seguía siendo la hipótesis de trabajo de la fuerza de policía, y estaban "tan seguros como [ellos] pueden estar" de que Bulley no había abandonado el área.
La búsqueda involucró buzos de la policía, un helicóptero, perros rastreadores y drones, y fue asistida por equipos de guardacostas, rescate de montaña y bomberos. Particulares locales ayudaron en la búsqueda, y la policía pidió a la comunidad buscar la ropa de Bulley, incluido un chaleco acolchado negro, un abrigo negro de Engelbert Strauss y zapatillas hasta los tobillos de color verde. Llevaba su Fitbit, aunque su última sincronización de datos fue antes de su desaparición y no fue útil para la investigación.
>
Peter Faulding, jefe de un equipo de buzos involucrado en la búsqueda, describió la desaparición de Bulley como "extraña", diciendo que en sus 20 años de carrera "nunca había visto algo tan inusual". Después de una extensa búsqueda en el río Wyre, el equipo submarino que buscaba a Bulley se retiró de la operación creyendo que ella no estaba en la sección del río donde los detectives creían que había caído. Faulding dijo que su equipo no pudo ubicarla en el área del río Wyre y afirmó: "Esa zona es completamente negativa- no hay señales de Nicola en esa área. El enfoque principal será la investigación policial río abajo, que desemboca en el estuario. Si Nicola estuviera en ese río, la habría encontrado- se lo garantizo- y ella no está en esa sección del río". Faulding creía que era poco probable que Bulley hubiera sido arrastrada hacia el mar y agregó: "Mi punto de vista personal es que creo que es un largo camino por recorrer en un río de marea". El 9 de febrero, la búsqueda se trasladó a la bahía de Morecambe, la desembocadura del río Wyre.
El 11 de febrero, un testigo anónimo se presentó, afirmando que había visto a dos hombres "sospechosos" fuera de la iglesia local en St. Michael's on Wyre el día antes de que Bulley desapareció, supuestamente habiendo visto también a uno de los hombres en las cercanías de su ruta habitual en la mañana en que desapareció.
En una conferencia de prensa celebrada el 15 de febrero de 2023 por el asistente del jefe de policía Peter Lawson y la superintendente de detectives Rebecca Smith, la policía de Lancashire declaró que no quedaba evidencia de actividad delictiva ni de participación de terceros en la desaparición de Bulley. Smith criticó a usuarios de redes sociales como TikTok, que habían visitado la zona "[jugando] a los detectives privados"; afirmó que la información falsa, la especulación y los rumores habían sido perjudiciales para la investigación policial y habían afectado negativamente a la familia de Bulley. Más tarde, ese mismo día, la policía de Lancashire aclaró los comentarios en la conferencia respecto de las "vulnerabilidades específicas" de Bulley y también afirmó que la policía había atendido un informe de preocupación por su bienestar en su casa el 10 de enero.

## Descubrimiento del cuerpo
El 19 de febrero de 2023, un hombre y su mujer encontraron un cuerpo al lado del río mientras paseaban a su perro, apenas dos kilómetros río abajo del lugar donde Bulley fue vista por última vez. La pareja avisó a la policía, y luego se recuperó el cadáver, que se encontraba entre juncos y maleza. Al día siguiente, la policía confirmó que el cuerpo era el de Nicola Bulley, identificado por registros dentales.